# Margareta av York
Margareta av York, född 3 maj 1446, död 23 november 1503, var en engelsk prinsessa, hertiginna av Burgund genom sitt giftermål med Karl den djärve. Hon var syster till Edvard IV av England och Rikard III av England.

## Biografi
Margareta var dotter till den engelska prinsen Rikard Plantagenet, hertig av York, och Cecily Neville. Hennes bror blev kung 1461. År 1465 blev Karl, arvingen till Burgund, änkling. Han ville gärna ingå allians med England och det beslöts att Margareta skulle giftas bort med honom. Efter en del politiska förvecklingar förmäldes de 1468. Margaret behöll sin arvsrätt till den engelska tronen och fick städerna Mechelen, Oudenaarde och Dendermonde i morgongåva. Bröllopet firades med ovanlig pompa och hon kom väl överens med makens familj och blev populär i Burgund. Hon stödde york-fraktionen i Rosornas krig och brodern levde hos henne i exil 1471. 
Som änka 1477 blev hon rådgivare till sin styvdotter Maria av Burgund. Samma år seglade hon till England och säkerställde dess militära hjälp, och 1478 klädde hon av Marias baby offentligt för att bevisa att det var en son. Efter 1485 stödde hon Lambert Simnel och Perkin Warbeck i rosornas krig mot Tudor. 1488 var hon regent i Nederländerna. År 1502 fick hon hand om Filip den skönes och Johanna den vansinnigas barn. Hon beskrivs som en lång, vacker, smal och intelligent person och skicklig politiker, som kämpade mot den franska dominansen i Europa.